# Corallina
Corallina is een geslacht van roodwieren uit de familie Corallinaceae.

## Soorten
- Corallina armata
- Corallina berteroi
- Corallina binangonensis
- Corallina ceratoides
- Corallina confusa
- Corallina cuvieri
- Corallina densa
- Corallina elongata
- Corallina ferreyrai
- Corallina frondescens
- Corallina goughensis
- Corallina hombronii
- Corallina millegrana
- Corallina muscoides
- Corallina officinalis
- Corallina panizzoi
- Corallina pilulifera
- Corallina pinnatifolia
- Corallina polysticha
- Corallina vancouveriensis